# Alex Hoehn
Alex Hoehn, né le 22 décembre 1997 à Lenexa (Kansas), est un coureur cycliste américain.

## Biographie
Alex Hoehn est un ancien joueur de hockey de glace, actif notamment au sein de la Ligue de hockey midget AAA. Il pratique cette discipline pendant treize ans. C'est finalement son père qui l'amène au cyclisme à l'âge de quinze ans,. 
En 2018, il intègre l'équipe de développement Aevolo. Bon grimpeur, il se distingue en devenant champion des États-Unis sur route dans la catégorie espoirs (moins de 23 ans). Il est également dix-septième du Tour de l'Utah. Lors de la saison 2019, il se classe troisième de la Joe Martin Stage Race et quatrième du Tour of the Gila. 
En 2020, il intègre la formation Wildlife Generation. L'année suivante, il s'impose sur une course en Turquie et termine notamment deuxième d'une étape du Tour de Serbie, ou encore troisième du Tour du Rwanda. Il évolue ensuite en 2022 chez les amateurs en Espagne.

## Palmarès et résultats

### Palmarès par année
- 2018
  -  Champion des États-Unis sur route espoirs
  - 1re (contre-la-montre) et 2e étapes du Tour de Lawrence
- 2019
  - 3e de la Joe Martin Stage Race
  - 3e de la Cascade Cycling Classic
  - 3e du Pro Road Tour
- 2021
  - Grand Prix Erciyes
  - 2e du Grand Prix Velo Alanya
  - 3e du Tour du Rwanda
- 2022
  - 2e du Gran Premio Concello do Porriño
- 2023
  - Tour of the Gila

### Classements mondiaux
| Année                                 | 2017  | 2018  | 2019 | 2020 | 2021 | 2022 | 2023  |
| ------------------------------------- | ----- | ----- | ---- | ---- | ---- | ---- | ----- |
| Classement mondial                    | 2629e | 1088e | 985e | 942e | 309e | nc   | 1194e |
| UCI America Tour                      | 415e  | 80e   | 122e | 71e  | 26e  | nc   | nc    |
|                                       |       |       |      |      |      |      |       |
| Légende : nc = non classéSource : UCI |       |       |      |      |      |      |       |